# Baumkirchen
Baumkirchen é um município da Áustria, situado no distrito de Innsbruck-Land, no estado do Tirol. Tem 4,02 km² de área e sua população em 2019 foi estimada em 1.278 habitantes.